# Всехсвятское кладбище (Ростов-на-Дону)
Всехсвятское кладбище — бывшее кладбище в Ростове-на-Дону. 
Располагалось в городе по адресу: переулок Халтуринский, 103.

## История
Всехсвятское кладбище находилось на месте нынешнего Дворца спорта в Ростове-на-Дону. Первоначально здесь было одно из первых кладбищ крепости Димитрия Ростовского. Оно известно с 1785 года, в связи со строительством на этом участке православного храма. Архиепископ Славенский и Херсонский преосвященный Никифор сетовал, что на общественном кладбище отсутствует церковь и посоветовал перенести туда уготованную к сносу крепостную Покровскую церковь.
Храм был перенесён и получил новое имя, однако сгорел во время пожара 8 октября 1865 года. В 1868 году на этом месте была возведена новая каменная Всехсвятская церковь.
В описании городских кладбищ 1917 года ростовские историки М. Б. Краснянский и А. Г. Парецкий констатировали: «Шестым по счету кладбищем является Старое кладбище, ныне функционирующее и находящееся в Новом поселении». Историки отыскали на кладбище могилы городничего Андрея Аксенова (1828 год), купчихи Марии Москалевой (1830), купца Иоанна Данилова (1853), артиста Валентина Ляхера (1863). В своё время на Всехсвятском кладбище находился пантеон купеческой семьи Парамоновых, их родственников Царда. На кладбище были похоронены городской голова А. М. Байков, писатель Д. Л. Мордовцев и другие известные люди. Многие надмогильные плиты были сделаны из чугуна на Луганском чугунолитейном заводе.
В 1910—1920 годы кладбище было ухожено и представляло собой парк с освещением, деревьями, скамеечками у гробниц. В середине 1930-х годов было принято решение снести кладбище, как наследие буржуазного прошлого. Летом 1934 года на кладбище приезжали грузовики с людьми, могилы сравнивали с землей катками для укладки асфальта. Снесенные памятники с кладбища свозили в мастерскую НКВД, где с них срезали надписи.
В годы Великой Отечественной войны властям было не до сноса кладбища. Во время бомбежек Ростова авиабомба попала в здание Всехсвятской церкви.
В конце 1940—1950 годов на кладбище царила разруха. Торчали снесенные ограды, остававшиеся могильные плиты. На территории бывшего кладбища возникла стихийная торговля. В 1970-х годах на месте кладбища началось строительство Дворца спорта.
На оставшейся территории кладбища разбили сквер с фонтаном, в сквере заасфальтировали дорожки. Уцелел только памятник с семейного склепа писателя Даниила Лукича Мордовцева, его перенесли на ростовское Братское кладбище, где оно находится и в настоящее время, однако могилы под ним нет. Памятник даёт представление, какие памятники были раньше у богатых ростовчан.

## Виды кладбища

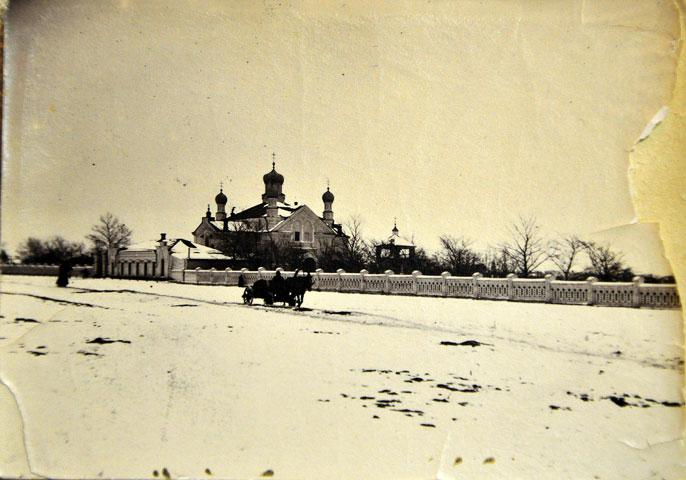
Аллея и храм Всех святых
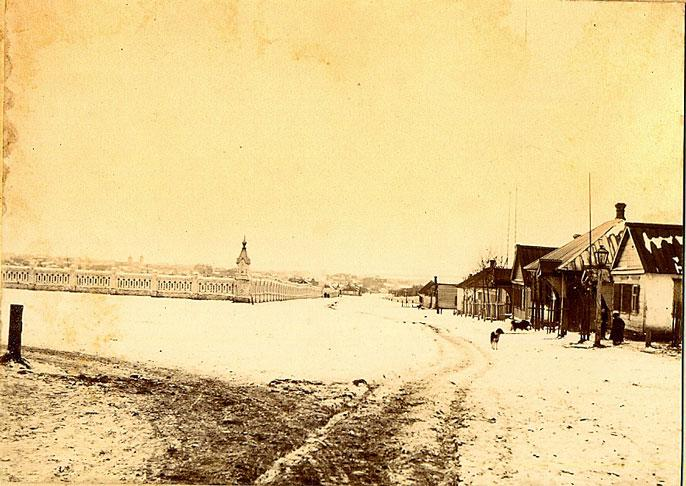
Восточная сторона кладбища
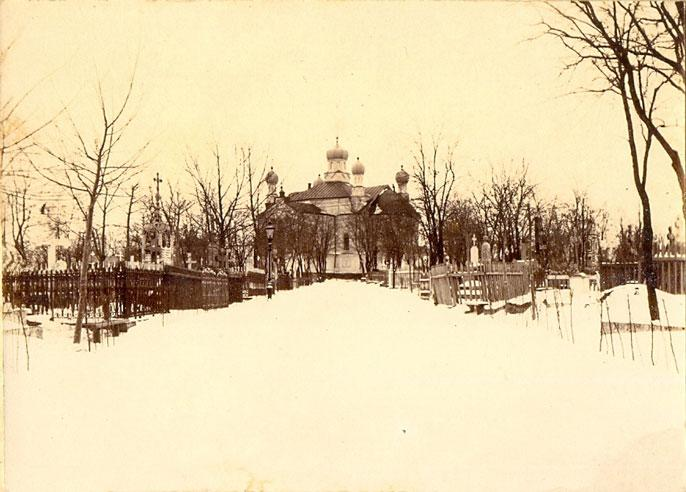
Северо-восточный угол кладбища с оградой
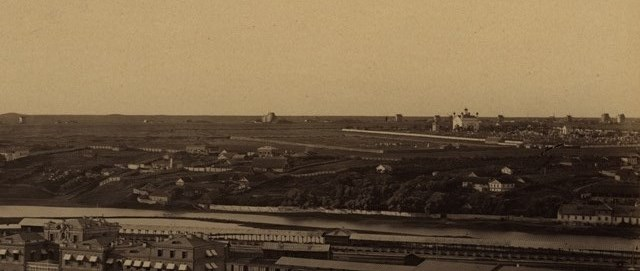
Снимок со стороны вокзала. Церковь и Новопоселенское кладбище